# Freienhufen
Freienhufen (bis 1937 Dobristroh, niedersorbisch Dobry Wotšow) ist ein Ortsteil der südbrandenburgischen Stadt Großräschen im Landkreis Oberspreewald-Lausitz. Bis zur Eingemeindung am 1. April 1997 war Freienhufen eine eigenständige Gemeinde.

## Geografie

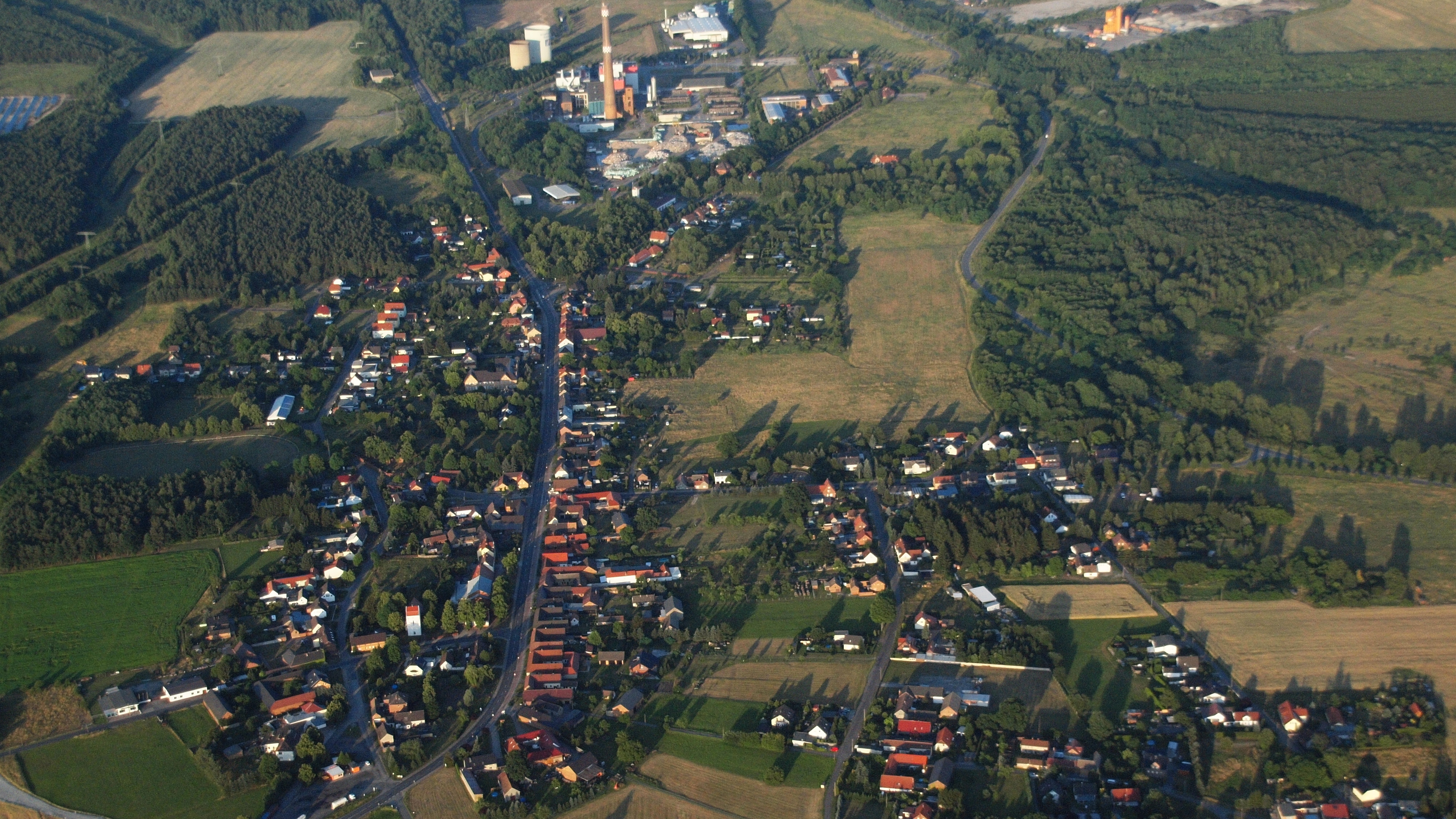
Freienhufen, Luftaufnahme (2015)

Freienhufen liegt in der Niederlausitz westlich der Stadt Großräschen. Nordöstlich befindet sich der Ortsteil Woschkow. Westlich liegen die Ortsteile Barzig, Saalhausen sowie Wormlage. Nördlich grenzen der Bronkower Ortsteil Lug und die Altdöberner Ortslage Chransdorf an Freienhufen. Südwestlich schließt sich der Ort Drochow der Gemeinde Schipkau an, weiter in südwestlicher Richtung liegen die Orte Annahütte, Meuro und Klettwitz, ebenfalls Gemeindeteile von Schipkau. Südlich von Freienhufen liegt der Tagebau Meuro aus dem der Großräschener See entsteht. Durch den Tagebau wurden die ursprünglich südlichen Nachbarorte Freienhufens Sauo und Rauno devastiert.

## Geschichte

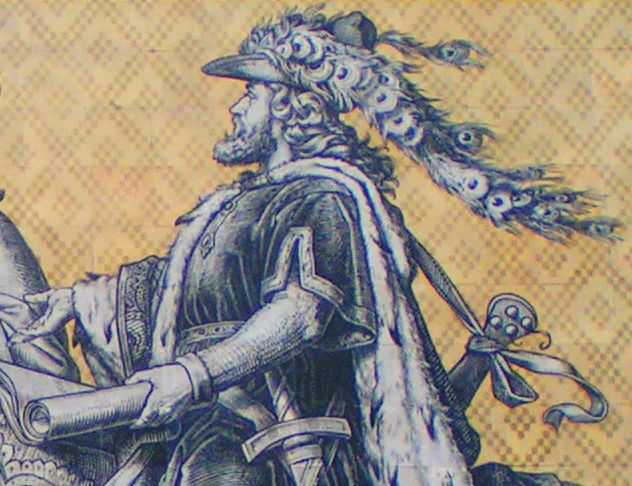
Heinrich der Erlauchte (Darstellung auf dem Dresdner Fürstenzug)

Die älteste nachweisliche Erwähnung Freienhufens, als Dobroztrowe, findet sich in einer am 6. Oktober 1279 unterzeichneten Urkunde. Diese befindet sich heute im Brandenburgischen Hauptstaatsarchiv Potsdam. Darin bescheinigte Markgraf Heinrich der Erlauchte dem Kloster Dobrilugk den Erwerb des Dorfes Dobristroh von Otto von Schlieben. Die Lage des Ortes wird mit zwischen vitatem Calowe et Sennftenberc angegeben. Aus Dobroztrowe entwickelte sich später der Name Dobristroh, der Name leitet sich vom altsorbischen Dobry (w)ostrow für „gute Insel, guter Weiler“ ab.
Im Jahr 1285 wurde die erste Kirche in Dobristroh erbaut. Dobristroh blieb bis zum Prager Frieden Teil der Markgrafschaft Niederlausitz und gelangte damit zum Kurfürstentum Sachsen. Nachdem der südwestlich von Dobristroh gelegene Ort Nossedil Ende des 15. Jahrhunderts wüst wurde, gelangte die Nossediler Flur an Dobristroh. Nach der Auflösung des Klosters Dobrilugk im Jahr 1540 kam Dobristroh unter feudale Grundherrschaft. Im Jahr 1602 gelang es dem Ort gemeinsam mit dem benachbarten Barzig die Frondiensten für 5500 Gulden abzulösen.

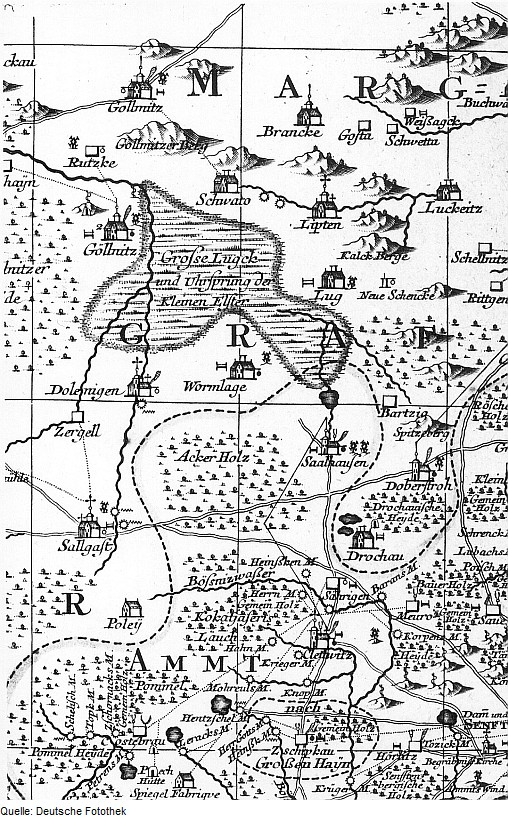
Lage von Dobristroh auf einer Karte aus dem Jahr 1757

Im Ergebnis des Wiener Kongresses 1815 kamen Dobristroh und die Niederlausitz an das Königreich Preußen. Im Jahr 1816 wurde Dobristroh mit dem Amt Senftenberg an den Landkreis Calau angegliedert. Im Jahr 1839 wurde fast das gesamte Dorf durch einen Brand zerstört, lediglich die Dorfkirche und der Dorfkrug überstanden das Feuer. Ab 1842 betrieb man im Ort zwei Windmühlen. Im Zuge der Entdeckung und Verarbeitung der Braunkohle entstanden in den Jahren 1896 und 1900 die Brikettfabriken „Renate“ und „Eva“. Im Jahr 1899 erhielt Dobristroh eine eigene Schule. Gemeinsam mit Barzig wurde 1907 ein eigenständiges Pfarramt in Dobristroh errichtet. Im Jahr 1937 wurde der ursprüngliche slawische Ortsname Dobristroh durch die Nationalsozialisten im Rahmen der Germanisierung sorbischstämmiger Ortsnamen zu „Freienhufen“ geändert. Der Name soll an den Freikauf des Ortes im Jahr 1602 erinnern. Anders als die meisten umbenannten Orte in der Lausitz erhielt Dobristroh seinen ursprünglichen Namen bis heute nicht zurück, jedoch erinnert seit 1992 die Dobristroher Straße im Ortskern an den alten Namen.
Nach dem Zweiten Weltkrieg kam Freienhufen zur Sowjetischen Besatzungszone bzw. ab 1949 zur DDR. Bei der ersten Kreisreform am 1. Juli 1950 wurde der Landkreis Calau verkleinert und in Landkreis Senftenberg umbenannt, bei der Gebietsreform am 25. Juli 1952 wurde Freienhufen dem Kreis Senftenberg im Bezirk Cottbus zugeordnet. Zwischen 1952 und 1961 wurden aufgrund des Aufschlusses neuer großer Tagebaue in Freienhufen die Brikettfabriken „Sonne I“ und „Sonne II“ errichtet. Parallel zur Brikettfabrik „Sonne II“ entstand ein Kraftwerk. Mit der politischen Wende in Deutschland ging der Braunkohleabbau in Tagebauweise und damit auch die Brikettherstellung zurück. „Sonne I“ wurde 1990 in eine Staubmahlanlage umgewandelt. Endgültig wurde die Brikettherstellung in „Sonne II“ im Jahr 1997 eingestellt. Im selben Jahr am 1. April wurde Freienhufen nach Großräschen eingemeindet.

## Einwohnerentwicklung
| Einwohnerentwicklung in Freienhufen von 1875 bis 1997 | Einwohnerentwicklung in Freienhufen von 1875 bis 1997 | Einwohnerentwicklung in Freienhufen von 1875 bis 1997 | Einwohnerentwicklung in Freienhufen von 1875 bis 1997 | Einwohnerentwicklung in Freienhufen von 1875 bis 1997 | Einwohnerentwicklung in Freienhufen von 1875 bis 1997 | Einwohnerentwicklung in Freienhufen von 1875 bis 1997 | Einwohnerentwicklung in Freienhufen von 1875 bis 1997 | Einwohnerentwicklung in Freienhufen von 1875 bis 1997 | Einwohnerentwicklung in Freienhufen von 1875 bis 1997 |
| Jahr                                                  | Einwohner                                             | Jahr                                                  | Einwohner                                             | Jahr                                                  | Einwohner                                             | Jahr                                                  | Einwohner                                             | Jahr                                                  | Einwohner                                             |
| ----------------------------------------------------- | ----------------------------------------------------- | ----------------------------------------------------- | ----------------------------------------------------- | ----------------------------------------------------- | ----------------------------------------------------- | ----------------------------------------------------- | ----------------------------------------------------- | ----------------------------------------------------- | ----------------------------------------------------- |
| 1875                                                  | 435                                                   | 1933                                                  | 2092                                                  | 1964                                                  | 1956                                                  | 1989                                                  | 975                                                   | 1993                                                  | 808                                                   |
| 1890                                                  | 437                                                   | 1939                                                  | 2113                                                  | 1971                                                  | 1796                                                  | 1990                                                  | 921                                                   | 1994                                                  | 806                                                   |
| 1910                                                  | 2414                                                  | 1946                                                  | 2265                                                  | 1981                                                  | 1208                                                  | 1991                                                  | 878                                                   | 1995                                                  | 775                                                   |
| 1925                                                  | 2223                                                  | 1950                                                  | 2264                                                  | 1985                                                  | 1163                                                  | 1992                                                  | 852                                                   | 1996                                                  | 754                                                   |

## Kultur und Sehenswürdigkeiten

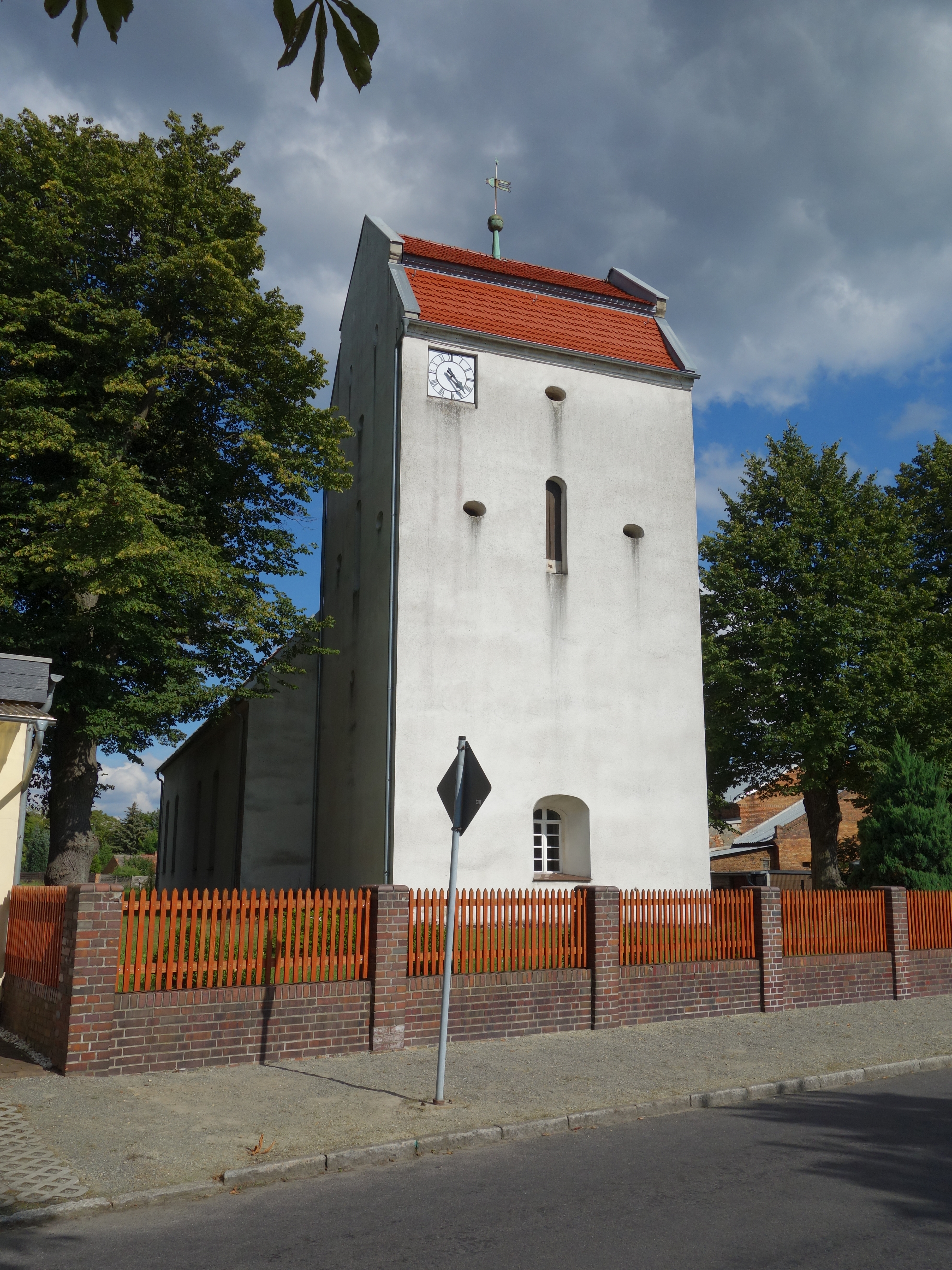
Freienhufener Dorfkirche

Die Dorfkirche Freienhufen gehört zu den Denkmalen der Stadt Großräschen. Sie wurde vermutlich im 15. Jahrhundert erbaut und 1992 renoviert. Die barocke Kanzel von 1683 fertigte Abraham Jäger, die dargestellten Evangelisten und Petrus auf dem Altar von 1656/1657 stammen von Andreas Schultze. Die pneumatische Orgel schuf Wilhelm Sauer im Jahr 1906.

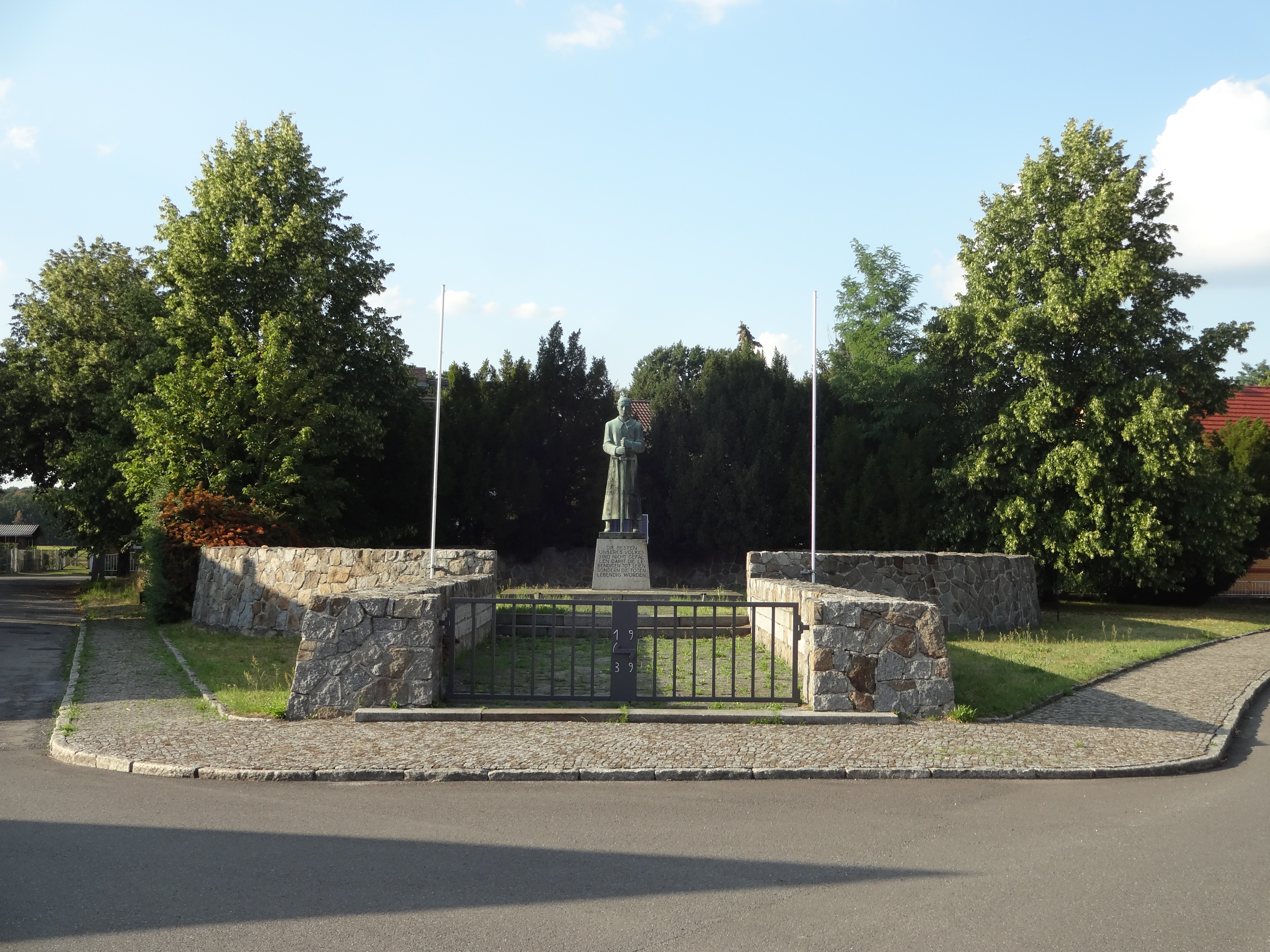
Kriegerdenkmal

Auf dem Dorfplatz befindet sich ein Denkmal für die Gefallenen des Ersten Weltkrieges.
Die Kapelle Maria Regina Gloriosa, die zur Pfarrkirche St. Antonius in Großräschen gehörte, wurde am 4./5. Juli 1959 geweiht und war ein Geschenk des Bonifatiuswerks Paderborn. Sie war eine Fertigteilkirche mit einem Gemeinderaumanbau. Die Stirnwände waren mit Granitsteinen ausgemauert. Das Altarbild stellte die Krönung Mariens dar, an den Seiten waren links das betende Volk und rechts der Erzengel Michael zu sehen. Im 10 mal 18 Meter großen Kirchenraum befanden sich 118 Sitzplätze. An der Außenwand des Südgiebels war Emil Pischels Eisenbiegearbeit Maria mit Kind angebracht. Die Josefsglocke der Großräschener Pfarrkirche hing in einem Durchbruch an der Eingangsgiebelwand. Am 2. Mai 2015 zelebrierte Bischof Wolfgang Ipolt die letzte Heilige Messe vor der Profanierung.

## Wirtschaft und Infrastruktur
In Freienhufen steht eine mechanisch-biologische Abfallsortieranlage, des Weiteren befindet sich im Ort eine Autobahnmeisterei.
Durch den Ort verläuft die Bundesstraße 96. Die Bundesautobahn 13 liegt rund anderthalb Kilometer westlich von Freienhufen, südwestlich des Ortes liegt dort die Autobahnraststätte „Freienhufener Eck“.

## Söhne und Töchter
- Hans-Joachim Tomczak (1927–1973), Wirtschaftsfunktionär in der DDR und Mitglied des Zentralkomitees der SED
- Werner Matschke (1932–2014), deutscher Dirigent